# В'язкісне пальцювання

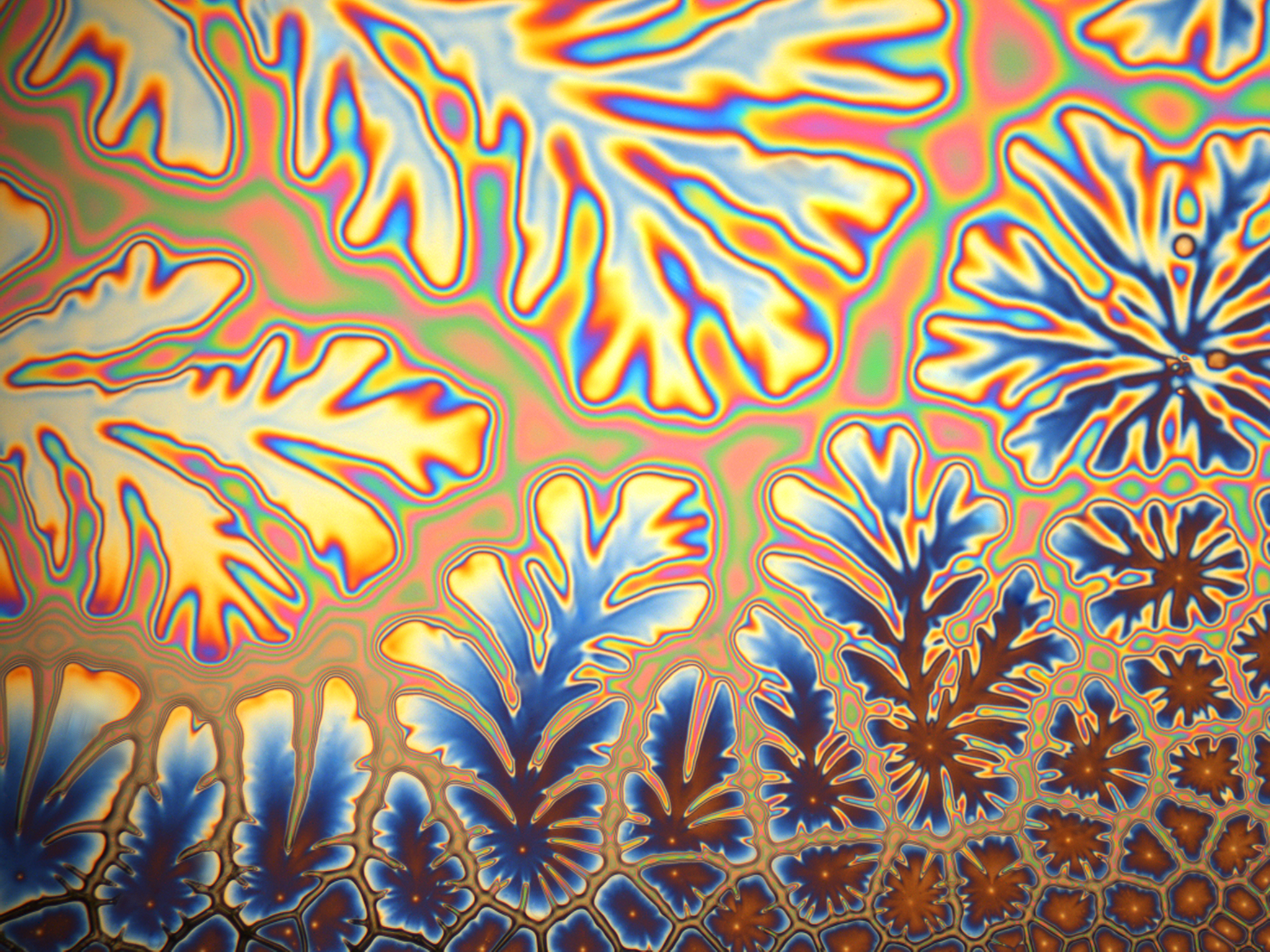
Приклад в'язких пальців у потоці Хеле-Шоу.

Нестійкість Саффмана-Тейлора, також відома як В'язкісне пальцювання — в'язкий пальцеподібний розрив, — це формування візерунків на морфологічно нестійкій поверхні розділу між двома рідинами в пористому середовищі або в комірці Хеле-Шоу, математично описана Філіпом Саффманом та Г. І. Тейлором у статті 1958 року. Ця ситуація найчастіше зустрічається під час процесів дренажу через такі середовища, як ґрунти. Це відбувається, коли менш в'язка рідина впорскується, витісняючи більш в'язку рідину; в зворотній ситуації, коли більш в'язка рідина витісняє іншу, поверхня розділу стабільна, і нестабільність не спостерігається. По суті, той самий ефект виникає під дією сили тяжіння (без впорскування), якщо поверхня розділу горизонтальна та розділяє дві рідини різної щільності, причому важча перебуває над другою: це відомо як нестійкість Релея-Тейлора. У прямокутній конфігурації система розвивається до утворення одного пальця (палець Саффмана-Тейлора), тоді як у радіальній конфігурації візерунок зростає, утворюючи пальці шляхом послідовного розщеплення кінчиків.
Більшість експериментальних досліджень в'язкої пальчастої структури було проведено на клітинах Хеле-Шоу, які складаються з двох близько розташованих паралельних скляних листів, що містять в'язку рідину. Двома найпоширенішими конфігураціями є канальна конфігурація, в якій менш в'язка рідина вводиться в один кінець каналу, та радіальна конфігурація, в якій менш в'язка рідина вводиться в центр клітини. Нестабільності, аналогічні в'язкій пальчастій структурі, також можуть самогенеруватися в біологічних системах.